# Information Warfare Monitor
Information Warfare Monitor (IWM) fou un projecte de recerca avançada que va fer seguiment de l'increment del rol del ciberespai com a àmbit estratègic. Creada el 2003, va finalitzar el 2012. Fou un projecte cofinançat entre el sector públic i privat canadenc: el The SecDev Group, un think tank d'Ottawa, i un departament de la Munk School of Global Affairs, de la Universitat de Toronto. Els principals impulsors del projectes van ser Rafal Rohozinski (The Secdev Group) i Ronald Deibert (Universitat de Toronto).
Va ser un projecte de recerca independent i la seva principal missió fou facilitar evidències científiques disponibles per a investigadors, polítics i altres. El projecte va ser finançat per la mateixa universitat i per una beca de la John D. and Catherine T. MacArthur Foundation, i una donació de programari de Palantir Technologies Inc.
Entre les seves publicacions més destacades es troben un informe que va destapar la xarxa de Ciber-espionatge GhostNet, un altre que va destapar Shadow Network i un altre sobre Koobface. El projecte va finalitzar el gener de 2012.